# سيدة الأطباء
سيدة الأطباء هو كتاب عن ستة من أوائل الطبيبات في الهند من ستينيات القرن التاسع عشر إلى ثلاثينيات القرن العشرين. كتبته الصحفية والمؤلفة والمحامية كافيثا راو، نُشر لأول مرة في عام 2021 بواسطة ويستلاند بوكس في الهند، وفي المملكة المتحدة بواسطة جاكاراندا بوكس في عام 2023. يحتوي على قصص أنانديباي جوشي وكادامبيني جانجولي وروخماباي راوت وهيماباتي سين وموثولاكشمي ريدي وماري بونين لوكوز.      
في عام 2021، قام الحكام ديليب ديسوزا ونيفيديتا مينون وسانجاي جوهري وأمريتا شاه وتينا ناجبول بإدراج الكتاب لفترة طويلة لجوائز تاتا الأدبية في فئة الكتاب غير الخيالي لهذا العام. 